# Festivalul Arena di Verona

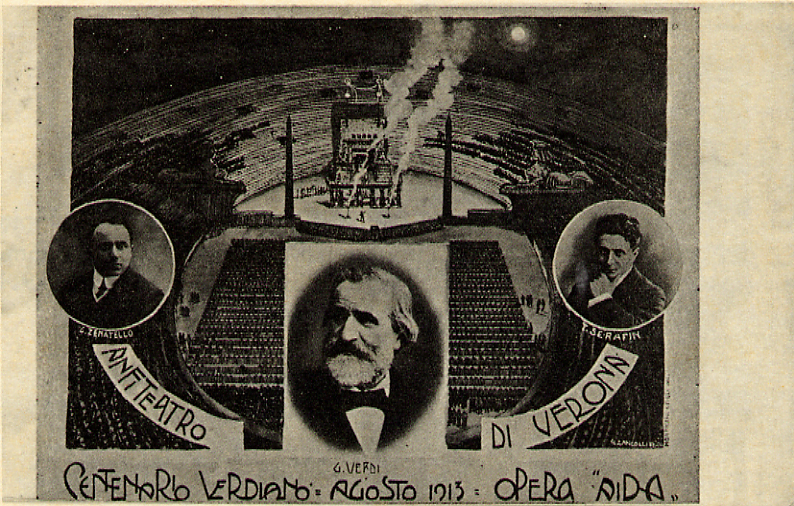
Afiș din 1913

Festivalul Arena di Verona, cunoscut sub numele de Festival lirico areniano sau Arena di Verona Opera Festival, este un eveniment de muzică de operă organizat în timpul lunilor de vară, în Arena din Verona. A fost inaugurat în 1913 cu Aida de Giuseppe Verdi, pentru a sărbători centenarul nașterii artistului.
Arena găzduiește, de asemenea, concerte ale unor opere care nu sunt melodramatice ca Messa di Requiem și Te Deum de Verdi, Stabat Mater de Gioachino Rossini și mai multe spectacole de balet (Coppelia de Leo Delibes, Lacul lebedelor si Frumoasa din pădurea adormită de Piotr Ilici Ceaikovski). Aici a avut loc debutul italian al Mariei Callas în Gioconda de Amilcare Ponchielli, regizat de Tullio Serafin cu Elena Nicolai, Nicola Rossi-Lemeni, Richard Tucker și Carlo Tagliabue pe 2 august 1947.
Operele care, datorită maiestuozității și spectaculozității lor, sunt mai potrivite pentru acest amfiteatru sunt denumite opere areniene.

## Istoric
Prima reprezentație din 10 august 1913 a fost promovată de tenorul veronez Giovanni Zenatello, care și-a asumat riscul financiar, și de impresarul teatral Ottone Rovato, pentru a sărbători 100 de ani de la nașterea lui Giuseppe Verdi. 
A fost un spectacol susținut de diferite cântăreți și artiști (dirijor a fost Tullio Serafin, Aida a fost Ester Mazzoleni, Amneris Maria Gay, Radames Zenatello, Ramfis Mansueto Gaudio și Amonasro Giuseppe Danise). Acest prim spectacol a fost un eveniment important, deoarece a marcat nașterea unui nou stil scenografic: s-au abandonat scenele pictate tipice teatrelor tradiționale, adoptându-se în schimb noi elemente tridimensionale. Invenția este folosită pentru aproape toate operele reprezentate în amfiteatru.
O astfel de noutate a fost bine primită de public și a contribuit la succesul său atât de mult încât au fost certuri și bătăi între oamenii care au vrut să participe la premiera Aidei. Amfiteatrul a fost complet plin: în public au existat spectatori americani, argentinieni, ruși și mulți germani. La prima reprezentație au asistat personalități importante ca Giacomo Puccini, Arrigo Boito, Pietro Mascagni și Franz Kafka.
În anii următori mai multe companii private au gestionat stagiunile de operă de la Verona, printre care Lyrica Italica Ars (1919-1920), Sonzogno din Milano (1921-1922) și impresarul Gino Bertolaso din 1923 până în 1926. O schimbare în organizarea festivalului a avut loc odată cu gestionarea sa de către Ente Fiera di Verona în 1930 și 1931, iar în anul 1934 a fost înființat Ente Comunale degli Spettacoli, care a organizat festivalul din vara acelui an. În 1936 a fost creat Ente Autonomo Spettacoli Lirici Arena di Verona (Ente Lirico Arena di Verona), care s-a ocupat de administrarea spectacolelor printr-un supraintendent, căruia i s-a adăugat din 1967 un director artistic.
Festivalul nu s-a desfășurat în perioada celor două războaie mondiale, timp de zece ani.
În ziua de 12 august 1962, la ora 17:20, la trei zile după încheierea stagiunii de operă, a izbucnit un incendiu care a distrus decorurile spectacolului Bal mascat și a deteriorat o parte a amfiteatrului. Incendiul a fost stins după câteva ore. Lucrările de restaurare au fost finalizate șapte ani mai târziu, în iarna anilor 1969-1970.
Din 1976, Ente Lirico din Verona și-a extins activitățile sale artistice prin organizarea din octombrie până în mai de spectacole simfonice, de operă și de balet, la Teatro Filarmonico, angajând artiști și tehnicieni care au dat viață spectacolelor areniene.
În 1998, ca urmare a decretului nr. 367 din iunie 1996, Ente Lirico a fost transformat într-o fundație de drept privat, fiind formată astfel Fondazione Arena di Verona.

## Primele reprezentații pe arenă
- 1913: Aida de Giuseppe Verdi;
- 1914: Carmen de Georges Bizet;
- 1919: Il figliuol prodigo de Amilcare Ponchielli;
- 1920: Mefistofele de Arrigo Boito;
- 1921: Samson și Dalila de Camille Saint-Saëns, Il piccolo Marat  de Pietro Mascagni;
- 1922: Lohengrin de Richard Wagner; Paiațe de Ruggero Leoncavallo;
- 1923: Norma de Vincenzo Bellini; Le Roi de Lahore  de Jules Massenet;
- 1924: Parsifal de Richard Wagner; Andrea Chénier de Umberto Giordano;
- 1925: Mosè de Gioachino Rossini; La Gioconda de Amilcare Ponchielli;
- 1926: Nerone de Arrigo Boito; Trubadurul de Giuseppe Verdi;
- 1927: La Vestale de Gaspare Spontini;
- 1928: Turandot de Giacomo Puccini; Rigoletto de Giuseppe Verdi;
- 1929: Faust de Charles Gounod; Isabeau de Mascagni; Martha de Flotow;
- 1930: Boris Godunov de Modest Mussorgski; La forza del destino de Giuseppe Verdi;
- 1931: Maeștrii cântăreți din Nürnberg de Richard Wagner; Wilhelm Tell de Gioachino Rossini;
- 1932:  L'Africana de Giacomo Meyerbeer; Bal mascat de Giuseppe Verdi;
- 1933: Gli Ugonotti de Giacomo Meyerbeer;
- 1934: Lucia di Lammermoor de Gaetano Donizetti;
- 1935: Loreley de Alfredo Catalani; Cavaleria rusticană de Pietro Mascagni;
- 1936: Elixirul dragostei de Gaetano Donizetti; Otello de Giuseppe Verdi;
- 1937: Tosca de Giacomo Puccini;
- 1938: Nabucco de Giuseppe Verdi; La bohème de Giacomo Puccini; Favorita de Gaetano Donizetti; Tannhäuser de Richard Wagner;
- 1939: Giulietta e Romeo  de Riccardo Zandonai;
- 1946: Traviata de Giuseppe Verdi;
- 1948: Bărbierul din Sevilla de Gioachino Rossini;
- 1949: La fanciulla del West de Giacomo Puccini;
- 1950: Walkiria de Richard Wagner; Pescuitorii de perle de Georges Bizet;
- 1951: Manon de Jules Massenet;
- 1952: L'incantesimo de Italo Montemezzi;
- 1969: Don Carlo de Giuseppe Verdi;
- 1970: Manon Lescaut de Giacomo Puccini;
- 1971: Macbeth de Giuseppe Verdi;
- 1972: Ernani de Giuseppe Verdi;
- 1973: Simon Boccanegra de Giuseppe Verdi;
- 1977: Romeo și Julieta de Charles Gounod;
- 1978: Madama Butterfly de Giacomo Puccini;
- 1984: I Lombardi alla prima crociata de Giuseppe Verdi;
- 1985: Attila de Giuseppe Verdi;
- 1986: Fidelio de Ludwig van Beethoven;
- 1999: Văduva veselă de Franz Lehár;
- 2012: Don Giovanni de Wolfgang Amadeus Mozart.

## Opere care nu au fost încă reprezentate
Multe opere celebre nu au fost încă reprezentate pe Arena din Verona. Acest lucru se datorează faptului că multe opere nu sunt potrivite pentru spațiile mari ale amfiteatrului (Falstaff, Nunta lui Figaro, Somnambula), deoarece pe Arenă sunt reprezentate, de obicei, opere monumentale ca Aida, Nabucco, Turandot, Tosca și altele. În fapt, populara operă Bărbierul din Sevilla nu a avut întotdeauna succes pe Arenă, întrucât ea este o operă de teatru.

## Opere inaugurale
1910-1919
- 1913 Aida de Giuseppe Verdi
- 1914 Carmen de Georges Bizet
- 1919 Il figliuol prodigo de Amilcare Ponchielli

1920-1929
- 1920 Mefistofele de Arrigo Boito
- 1921 Samson și Dalila în Camille Saint-Saëns
- 1922 Lohengrin de Richard Wagner
- 1923 Le Roi de Lahore de Massenet
- 1924 Parsifal de Richard Wagner
- 1925 Mosè de Gioachino Rossini
- 1926 Nerone de Arrigo Boito
- 1927 La vestale de Gaspare Spontini
- 1928 Turandot de Giacomo Puccini
- 1929 Faust de Charles Gounod

1930-1939
- 1930 Boris Godunov de Modest Mussorgsky
- 1931 Maeștrii cântăreți din Nürnberg de Richard Wagner
- 1932 L'Africaine de Giacomo Meyerbeer
- 1933 Gli Ugonotti de Giacomo Meyerbeer
- 1934 La Gioconda de Amilcare Ponchielli
- 1935 Norma de Vincenzo Bellini
- 1936 Aida de Giuseppe Verdi
- 1937 Mefistofele de Arrigo Boito
- 1938 Nabucco de Giuseppe Verdi
- 1939 Rigoletto de Giuseppe Verdi

1940-1949
- 1946 Aida de Giuseppe Verdi
- 1947 La Gioconda de Amilcare Ponchielli
- 1948 Otello de Giuseppe Verdi
- 1949 Rigoletto de Giuseppe Verdi

1950-1959
- 1950 Mefistofele de Arrigo Boito
- 1951 Aida de Giuseppe Verdi
- 1952 La Gioconda de Amilcare Ponchielli
- 1953 Aida de Giuseppe Verdi
- 1954 Mefistofele de Arrigo Boito
- 1955 Otello de Giuseppe Verdi
- 1956 Nabucco de Giuseppe Verdi
- 1957 Norma de Vincenzo Bellini
- 1958 Turandot de Giacomo Puccini
- 1959 La forza del destino de Giuseppe Verdi

1960-1969
- 1960 Aida de Giuseppe Verdi
- 1961 Lucia di Lammermoor de Gaetano Donizetti
- 1962 Nabucco de Giuseppe Verdi
- 1963 Aida de Giuseppe Verdi
- 1964 Mefistofele de Arrigo Boito
- 1965 Norma de Vincenzo Bellini
- 1966 Aida de Giuseppe Verdi
- 1967 La forza del destino de Giuseppe Verdi
- 1968 Aida de Giuseppe Verdi
- 1969 Turandot de Giacomo Puccini

1970-1979
- 1970 Traviata de Giuseppe Verdi
- 1971 Aida de Giuseppe Verdi
- 1972 Ernani de Giuseppe Verdi
- 1973 Simon Boccanegra de Giuseppe Verdi
- 1974 Samson et Dalila de Camille Saint-Saëns
- 1975 Carmen de Georges Bizet
- 1976 Boris Godunov de Modest Mussorgski
- 1977 Roméo et Juliette de Charles Gounod
- 1978 Trubadurul de Giuseppe Verdi
- 1979 Turandot de Giacomo Puccini

1980-1989
- 1980 La Gioconda de Amilcare Ponchielli
- 1981 Rigoletto de Giuseppe Verdi
- 1982 Othello de Giuseppe Verdi
- 1983 Turandot de Giacomo Puccini
- 1984 Tosca de Giacomo Puccini
- 1985 Il trovatore de Giuseppe Verdi
- 1986 Andrea Chénier în Umberto Giordano
- 1987 La traviata de Giuseppe Verdi
- 1988 La Gioconda de Amilcare Ponchielli
- 1989 Nabucco de Giuseppe Verdi

1990-1999
- 1990 Aida de Giuseppe Verdi
- 1991 Rigoletto de Giuseppe Verdi
- 1992 Don Carlo de Giuseppe Verdi
- 1993 Cavaleria rusticană de Pietro Mascagni/Paiațe de Ruggiero Leoncavallo
- 1994 Norma de Vincenzo Bellini
- 1995 Rigoletto de Giuseppe Verdi
- 1996 Carmen de Georges Bizet
- 1997 Macbeth de Giuseppe Verdi
- 1998 Bal mascat de Giuseppe Verdi
- 1999 Aida de Giuseppe Verdi

2000-2009
- 2000 Nabucco de Giuseppe Verdi
- 2001 Requiem de Giuseppe Verdi
- 2002 Aida de Giuseppe Verdi
- 2003 Turandot de Giacomo Puccini
- 2004 Madama Butterfly de Giacomo Puccini
- 2005 La Gioconda de Amilcare Ponchielli
- 2006 Cavalleria rusticana de Pietro Mascagni/Paiațe de Ruggero Leoncavallo
- 2007 Nabucco de Giuseppe Verdi
- 2008 Aida de Giuseppe Verdi
- 2009 Carmen de Georges Bizet

2010-2019
- 2010 Turandot de Giacomo Puccini
- 2011 La traviata de Giuseppe Verdi
- 2012 Don Giovanni de Wolfgang Amadeus Mozart
- 2013 Aida de Giuseppe Verdi
- 2014 Un ballo in maschera de Giuseppe Verdi
- 2015 Nabucco de Giuseppe Verdi
- 2016 Carmen de Georges Bizet
- 2017 Nabucco de Giuseppe Verdi

## Reprezentații
Opera cea mai reprezentată este cu siguranță Aida, care (începând din 1992) este prezentată în mod regulat în fiecare stagiune. Cea mai puțin reprezentată operă este Fidelio de Beethoven, cu o reprezentație, în formă de concert, în 1986, și Martha, în formă scenică, de Friedrich von Flotow, cu doar două replici în stagiunea 1929.
Cele mai reprezentate 20 de opere pe scena Arenei din Verona (până în 2016):
1. Aida (58 stagiuni - din 1913 până în 2017)
2. Carmen (24 stagiuni - din 1914 până în 2016)
3. Nabucco (22 stagiuni - din 1938 până în 2017)
4. Turandot (19 stagiuni - din 1924 până în 2016)
5. Tosca (17 stagiuni - din 1937 până în 2017)
6. Rigoletto (16 stagiuni - din 1928 până în 2017)
7. Traviata (15 stagiuni - din 1946 până în 2016)
8. Trubadurul (14 stagiuni - din 1926 până în 2016)
9. Madama Butterfly (13 stagiuni - din 1978 până în 2017)
10. La bohème (11 stagiuni - din 1938 până în 2011)
11. Cavaleria rusticană (11 stagiuni - din 1935 până în 2006)
12. La Gioconda (10 stagiuni - din 1925 până în 2005)
13. La forza del destino (9 stagiuni - din 1930 până în 2000)
14. Bal mascat (7 stagiuni - din 1937 până în 2014)
15. Mefistofele (7 stagiuni - din 1920 până în 1979)
16. Bărbierul din Sevilla (7 stagiuni - din 1948 până în 2015)
17. Paiațe (6 stagiuni - din 1921 până în 2006)
18. Norma (5 stagiuni - din 1923 până în 1994)
19. Othello (5 stagiuni - din 1936 până în 1994)
20. Andrea Chénier (5 stagiuni - din 1924 până în 1986)

## DVD/CD
- Bizet, Carmen - Marco Berti, regia di Franco Zeffirelli, 2003 Arthaus Musik DVD
- Gounod, Roméo et Juliette - Nino Machaidze, 2011 Bel Air Blu-ray/DVD
- Ponchielli, La Gioconda - Donato Renzetti/Marco Berti/Andrea Gruber/Elisabetta Fiorillo/Carlo Colombara/Ildiko Komlosi, regia di Pier Luigi Pizzi, 2006 Dynamic CD/DVD
- Puccini, Madama Butterfly - Daniel Oren/Fiorenza Cedolins/Marcello Giordani/Juan Pons, regia di Franco Zeffirelli, 2004 Arthaus Musik DVD
- Puccini, Tosca - Daniel Oren/Fiorenza Cedolins/Marcelo Alvarez/Ruggero Raimondi, regia di Hugo de Ana, 2006 Arthaus Musik Blu-ray/DVD
- Puccini, Turandot - Maurizio Arena/Ghena Dimitrova/Nicola Martinucci/Cecilia Gasdia/Ivo Vinco, regia di Giuliano Montaldo, 1983 DVD
- Puccini, Turandot - Maria Guleghina/Salvatore Licitra/Carlo Bosi, regia di Franco Zeffirelli, 2010 Bel Air Blu-ray/DVD
- Verdi, Aida - Franco Capuana/Leyla Gencer/Fiorenza Cossotto/Carlo Bergonzi/Anselmo Colzani, regia di Herbert Graf, 1966 Hardy Classics/Rai DVD
- Verdi, Aida - Anton Guadagno/Maria Chiara/Fiorenza Cossotto/Nicola Martinucci, 1981 Nvc Arts DVD
- Verdi, Aida - Nello Santi/Maria Chiara/Dolora Zajick/Kristján Jóhannsson/Juan Pons/Nicola Ghiuselev, regia di Gianfranco De Bosio, 1992 Arthaus Musik DVD
- Verdi, Aida - Daniel Oren/Hui He/Marco Berti/Ambrogio Maestri, regia di Gianfranco De Bosio, 2012 Opus Arte Blu-ray/DVD
- Verdi, Aida - Omer Meir Wellber/Hui He/Fabio Sartori/Giovanna Casolla, regia de La Fura dels Baus, 2013 Bel Air Bly-ray/DVD
- Verdi, Attila - Nello Santi/Maria Chiara/Evgenij Nesterenko/Veriano Luchetti, 1985 DVD
- Verdi, Nabucco - Maurizio Arena/Renato Bruson/Ghena Dimitrova/Bruna Baglioni/Ottavio Garaventa, 1981 Nvc Arts DVD
- Verdi, Nabucco - Anton Guadagno/Piero Cappuccilli/Nunzio Todisco/Roberto Scandiuzzi, regia di Gianfranco De Bosio, 1992 Domovideo DVD
- Verdi, Nabucco - Daniel Oren/Leo Nucci/Maria Guleghina/Carlo Colombara, regia di Denis Krief, 2007 Decca DVD
- Verdi, Otello - Zoltán Peskó/Kiri Te Kanawa/Piero Cappuccilli, regia di Gianfranco De Bosio, 1982 Kultur Video DVD
- Verdi, Rigoletto - Marcello Viotti/Leo Nucci, regia di Charles Roubaud, 2001 Arthaus Musik DVD
- Verdi, Traviata - Francesco Demuro, regia di Hugo de Ana, 2011 Arthaus Musik Blu-ray/DVD
- Verdi, Trubadurul - Giorgio Zancanaro/Fiorenza Cossotto/Franco Bonisolli, regia di Giuseppe Patroni Griffi, 1985 Castle DVD/VHS